# Булонь-сюр-Мер-Нор-Уэст
Булонь-сюр-Мер-Нор-Уэст (фр. Boulogne-sur-Mer-Nord-Ouest) — упраздненный кантон во Франции, регион Нор-Па-де-Кале, департамент Па-де-Кале. Входил в состав округа Булонь-сюр-Мер.
В состав кантона входили коммуны (население по данным Национального института статистики за 2008 г.):
- Булонь-сюр-Мер (12 724 чел.) (частично)
- Вимере (7 386 чел.)

## Экономика
Структура занятости населения (без учёта города Булонь-сюр-Мер):
- сельское хозяйство — 3,3 %
- промышленность — 7,3 %
- строительство — 7,5 %
- торговля, транспорт и сфера услуг — 51,6 %
- государственные и муниципальные службы — 30,3 %

## Политика
На президентских выборах 2012 г. жители кантона отдали Франсуа Олланду в 1-м туре 32,5 % голосов против 23,7 % у Николя Саркози и 21,0 % у Марин Ле Пен, во 2-м туре в кантоне победил Олланд, получивший 57,4 % голосов (2007 г. 1 тур: Саркози — 27,6 %, Сеголен Руаяль — 25,9 %; 2 тур: Руаяль — 50,2 %). На выборах в Национальное собрание в 2012 г. по 5-му избирательному округу департамента Па-де-Кале они поддержали действующего депутата и мэра Булонь-сюр-Мер, члена Социалистической партии Фредерика Кювилье, набравшего в 1-м туре 52,1 % голосов и одержавшего по итогам голосования по всему округу победу в 1-м же туре. (2007 г. 6-й округ. Жак Ланг (СП): 1 тур — 44,4 %, 2 тур — 56,8 %). На региональных выборах 2010 года в 1-м туре победил список социалистов, собравший 36,4 % голосов против 17,5 % у списка «правых»  и 15,9 % у Национального фронта. Во 2-м туре единый «левый список» с участием социалистов, коммунистов и «зелёных» во главе с Президентом регионального совета Нор-Па-де-Кале Даниэлем Першероном получил 55,9 % голосов, «правый» список во главе с сенатором Валери Летар занял второе место с 24,2 %, а Национальный фронт Марин Ле Пен с 19,9 % финишировал третьим.
|  | Кандидат       | Партия                  | % голосов |
|  | -------------- | ----------------------- | --------- |
|  | Доминик Дюпиле | Социалистическая партия | 69,59     |
|  | Мишель Сонвиль | Национальный фронт      | 30,41     |

|  | Кандидат       | Партия                    | % голосов |
|  | -------------- | ------------------------- | --------- |
|  | Доминик Дюпиле | Социалистическая партия   | 63,63     |
|  | Фредерик Вашё  | Союз за народное движение | 36,37     |